# Cob(II)alamina reduttasi
La cob(II)alamina reduttasi è un enzima appartenente alla classe delle ossidoreduttasi, che catalizza la seguente reazione:
2 cob(I)alamina + NAD+ ⇄ 2 cob(II)alamina + NADH + H+
L'enzima è una flavoproteina.